# أليكس سولير رويج
أليكس سولير رويج (بالإسبانية: Alex Soler-Roig) مواليد 29 أكتوبر 1931 في برشلونة، منطقة كتالونيا، إسبانيا، هو سائق فورملا 1 إسباني سابق كان قد بدأ مسيرته الاحترافية سنة 1970. كان أول سباق له هو سباق الجائزة الكبرى الإسباني 1970. خاض خلال مسيرته 10 سباقات.

## سباقات شارك فيها
- لو مان 24 ساعة
- بطولة العالم للسيارات الرياضية

## روابط خارجية
- أليكس سولير رويج على موقع eWRC-results.com (الإنجليزية)
- أليكس سولير رويج على موقع eWRC-results.com (الإنجليزية)